# Interlands Litouws voetbalelftal 1940-1949
Deze pagina toont een chronologisch en gedetailleerd overzicht van de interlands die het Litouws voetbalelftal heeft gespeeld in de periode 1940 – 1949.

## Interlands

### 1940
|                                                       |                                           |       |         |                                                                                             |
| 11 augustus Vriendschappelijk № 66 «onderlinge duels» | Litouwen                                  | 2 – 0 | Estland | Valstybinis stadionas, Kaunas Toeschouwers: 7.500 Scheidsrechter: Miervaldis Viegliņš (LVA) |
| 11 augustus Vriendschappelijk № 66 «onderlinge duels» | Viktoras Skeivys 3' Vladas Adomavičius 4' |       |         | Valstybinis stadionas, Kaunas Toeschouwers: 7.500 Scheidsrechter: Miervaldis Viegliņš (LVA) |

|                                                                            |         |       |          |                                                                                 |
| 6 september Baltische Beker 1940 № 67 «onderlinge duels» 18:00 uur (UTC+3) | Letland | 1 – 0 | Litouwen | ASK Stadions, Riga Toeschouwers: 8.000 Scheidsrechter: Aleksandr Bogdanov (URS) |
| 6 september Baltische Beker 1940 № 67 «onderlinge duels» 18:00 uur (UTC+3) | ?       |       |          | ASK Stadions, Riga Toeschouwers: 8.000 Scheidsrechter: Aleksandr Bogdanov (URS) |

|                                                                            |                                |       |         |                                                                                 |
| 7 september Baltische Beker 1940 № 68 «onderlinge duels» 18:00 uur (UTC+3) | Litouwen                       | 1 – 1 | Estland | ASK Stadions, Riga Toeschouwers: 5.000 Scheidsrechter: Aleksandr Bogdanov (URS) |
| 7 september Baltische Beker 1940 № 68 «onderlinge duels» 18:00 uur (UTC+3) | Vytautas Geležiūnas 28' (pen.) |       | ?       | ASK Stadions, Riga Toeschouwers: 5.000 Scheidsrechter: Aleksandr Bogdanov (URS) |

|                                                                        |                                                                              |       |         |                                                                                       |
| 13 oktober Vriendschappelijk № 69 «onderlinge duels» 15:00 uur (UTC+3) | Litouwen                                                                     | 4 – 3 | Letland | Valstybinis stadionas, Kaunas Toeschouwers: 8.000 Scheidsrechter: Heinrich Paal (EST) |
| 13 oktober Vriendschappelijk № 69 «onderlinge duels» 15:00 uur (UTC+3) | Vytautas Saunoris 24', 57' Voldemaras Jaškevičius 29' Vladas Adomavičius 75' |       | ?       | Valstybinis stadionas, Kaunas Toeschouwers: 8.000 Scheidsrechter: Heinrich Paal (EST) |

Albanië · België · Bulgarije · Denemarken · Duitsland · Engeland · Estland · Finland · Frankrijk · Griekenland · Hongarije · Ierland · IJsland · Israël · Italië · Joegoslavië · Kroatië · Letland · Litouwen · Luxemburg · Nederland · Noord-Ierland · Noorwegen · Oostenrijk · Polen · Portugal · Roemenië · Schotland · Slowakije · Spanje · Tsjecho-Slowakije · Turkije · Wales · Zweden · Zwitserland
LFF · A-internationals · Bondscoaches · Statistieken · Litouws vrouwenelftal · Olympisch elftal · Litouwen U21 · Litouwen U20 · Litouwen U19 · Litouwen U18 · Litouwen U17 · Litouwen U16
1923 – 1929 ·
1930 – 1939 ·
1940 – 1949 ·
1950 – 1989 · 
1990 – 1999 ·
2000 – 2009 ·
2010 – 2019 ·
2020 − 2029
1923 · 
1924 · 
1925 · 
1926 · 
1927 · 
1928 · 
1929 · 
1930 · 
1931 · 
1932 · 
1933 · 
1934 · 
1935 · 
1936 · 
1937 · 
1938 · 
1939 · 
1940 · 
1941–1944 · 
1945 · 
1946 · 
1947 · 
1948 · 
1949 · 
1950–1955 · 
1956 · 
1957–1978 · 
1979 · 
1980–1989 · 
1990 · 
1991 · 
1992 · 
1993 · 
1994 · 
1995 · 
1996 · 
1997 · 
1998 · 
1999 · 
2000 · 
2001 · 
2002 · 
2003 · 
2004 · 
2005 · 
2006 · 
2007 · 
2008 · 
2009 · 
2010 · 
2011 · 
2012 · 
2013 · 
2014 · 
2015 · 
2016 · 
2017 ·
2018 ·
2019 ·
2020 ·
2021
Albanië ·
Andorra ·
Argentinië ·
Armenië ·
Azerbeidzjan ·
België ·
Bosnië en Herzegovina ·
Brazilië ·
Bulgarije ·
Chili ·
Cyprus ·
Denemarken ·
Duitsland ·
Egypte ·
Engeland ·
Estland ·
Faeröer ·
Finland ·
Frankrijk ·
Georgië ·
Gibraltar ·
Griekenland ·
Hongarije ·
Ierland ·
IJsland ·
Indonesië ·
Iran ·
Israël ·
Italië ·
Joegoslavië ·
Jordanië ·
Kazachstan ·
Koeweit ·
Kosovo ·
Kroatië ·
Letland ·
Liechtenstein ·
Luxemburg ·
Mali ·
Malta ·
Moldavië ·
Montenegro ·
Nieuw-Zeeland ·
Noord-Ierland ·
Noord-Macedonië ·
Noorwegen ·
Oekraïne ·
Oostenrijk ·
Polen ·
Portugal ·
Roemenië ·
Rusland ·
San Marino ·
Saoedi-Arabië ·
Schotland ·
Servië ·
Servië en Montenegro ·
Slovenië ·
Slowakije ·
Spanje ·
Tsjechië ·
Turkije ·
Turkmenistan ·
Verenigde Arabische Emiraten ·
Wit-Rusland ·
Zweden ·
Zwitserland